# Jennelt
Jennelt is een dorp in de Duitse deelstaat Nedersaksen. Het valt bestuurlijk onder de gemeente Krummhörn, gelegen in de Landkreis Aurich in Oost-Friesland. De plaats telt 362 inwoners (2012).
Het terpdorp Jennelt werd al in de 8e/9e eeuw genoemd als Geinleth. In de laatste helft van de 13e eeuw werd aan de westelijke kant van het langgerekte dorp de kerk van Jennelt gebouwd.

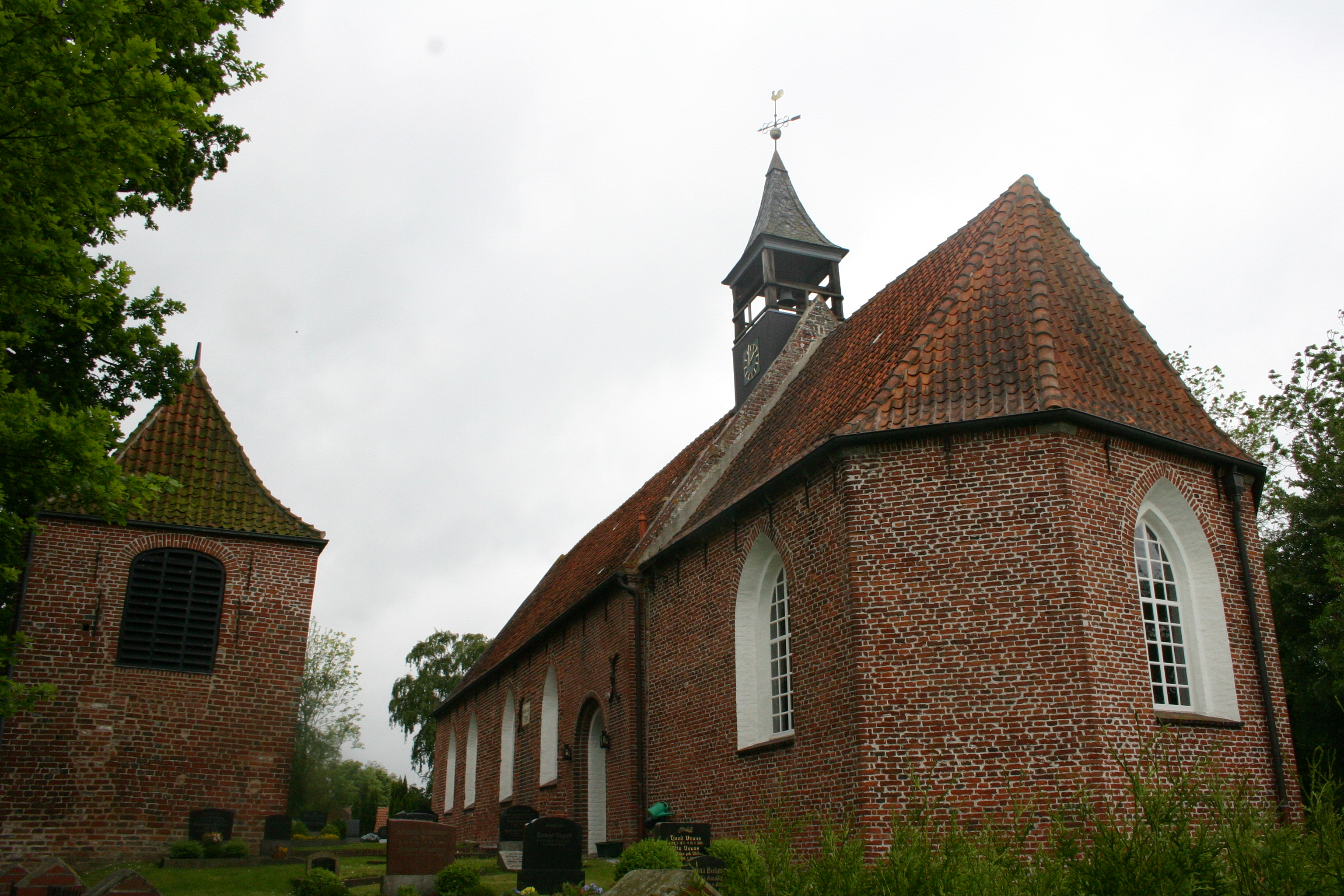
Kerk van Jennelt

Campen · Canum · Eilsum · Freepsum · Greetsiel · Grimersum · Groothusen · Hamswehrum · Jennelt · Loquard · Manslagt · Pewsum · Pilsum · Rysum · Upleward · Uttum · Visquard · Woltzeten · Woquard

Nedersaksen: Steden en gemeenten      Duitsland: Deelstaten · Gemeenten